# Batman: Arkham Asylum - The Road To Arkham
The Road to Arkham é uma história em quadrinhos feita para contar o caminho de Batman ao Asilo Arkham antes dos eventos de Batman: Arkham Asylum. A história conta sobre os momentos antes de Batman chegar ao Asilo, e como ele levou o Coringa, Victor Zsasz e o Espantalho para a prisão.

## Enredo
A dois meses, o Coringa havia escapado do Asilo Arkham, o que levou Batman a uma busca incansável pelo Palhaço. Misteriosamente, o DPGC recebe uma dica anônima, e Batman a investiga. Com a ajuda de Oráculo, ele rastreia o criminosos e serial-killer Victor Zsasz, e o prende no Arkham. O mesmo acontece mais tarde, quando uma segunda dica anônima leva Batman a prender Jonathan Crane. Batman começa a suspeitar de quem seria essas dicas, e se incomoda com isso. Logo, uma terceira dica leva o Morcego, o DPGC e a SWAT em uma busca pelo Coringa, que tinha o prefeito de refém. Batman consegue salvar o prefeito das mãos do Palhaço, que tenta fugir pela floresta e é pego facilmente.
Enquanto levava o Palhaço a justiça, ele se incomoda sobre como foi fácil prender o Coringa, e tenta ligar isso as dicas que havia recebido.